# 音樂記譜法

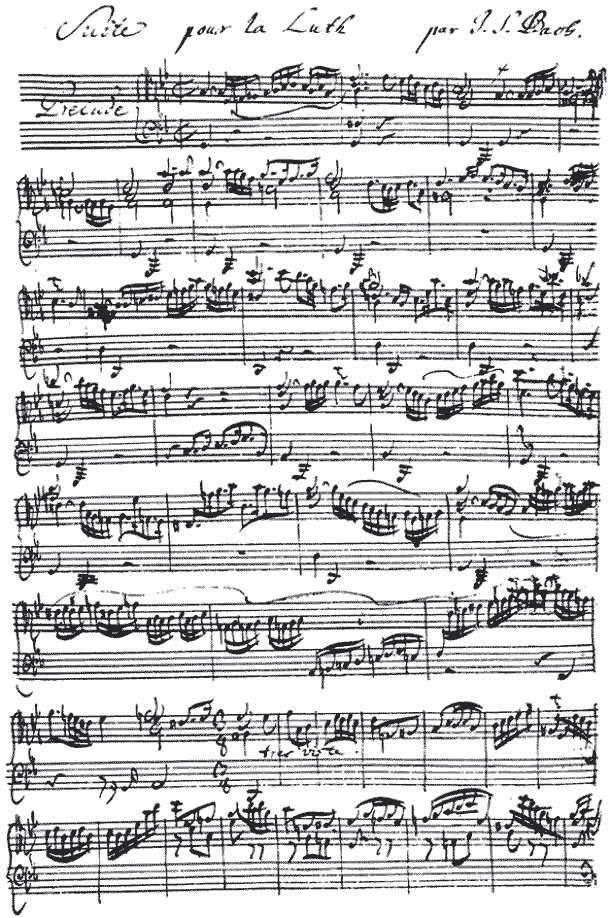
巴赫的手寫音樂記譜。這是G小調魯特組曲（BWV 995，無伴奏大提琴組曲第5號，BWV 1011的改編）的前奏曲開頭部分。

音樂記譜法是一種用於視覺標示音樂元素的系統，這些系統通常在特定音樂傳統下，表示被認為對演奏重要的音樂元素。解讀音樂記譜法的過程通常被稱為「讀譜」。
歷史上，各種文化發明了不同的記譜方法。古代音樂記譜的許多信息是零散的。即使在同一時間框架內，不同的音樂風格和不同的文化使用不同的音樂記譜方法；例如，古典音樂表演者最常使用五線譜、拍號、調號和音符來書寫和解讀曲目。然而，其他系統也存在，例如在專業鄉村音樂中，（英文）是主要方法，而對於像吉他這樣的弦樂器，六線譜的使用是相當常見的。
音樂記譜法中所使用的符號包括古代符號和現代符號，這些符號可以在任何媒介上製作，例如刻在石頭上、製成在粘土板上、或用筆在紙莎草紙、羊皮紙或手稿紙上而製成的樂譜。隨著科技發展，[樂譜也可以透過印刷機（約1400年）、電腦打印機（約1980年）或其他印刷或現代複印技術而製成。
雖然許多古代文化使用符號來表示旋律和節奏，但它們都不特別全面，這限制了現代對它們音樂的理解。現代西方記譜系統始源於中世紀的歐洲，在基督教會嘗試標準化平調旋律的演奏，以便在不同地區標準化聖歌的背景下進一步發展。在文藝復興和巴洛克音樂時期，記譜法進一步發展。在古典時期（1750-1820）和浪漫主義音樂時期（1820-1900），隨著樂器技術的發展，記譜法繼續演進。在20和21世紀的當代古典音樂中，隨著一些現代作曲家引入圖像記譜法，以及從1980年代開始使用基於電腦的樂譜編輯器進行樂譜製作，音樂記譜法繼續發展。音樂記譜法已經適應了許多類型的音樂，包括古典音樂、流行音樂和傳統音樂。

## 歷史

### 古代中亞

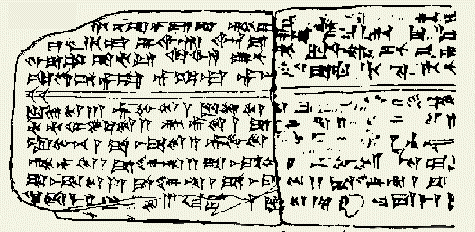
刻有《尼卡爾頌歌》的平板

最早的音樂記譜形式可以追溯到約公元前1400年在巴比倫尼亞（現今的伊拉克）尼普爾創建的楔形文字板。該平板提供了表演音樂的零碎指示，音樂以三度和聲作曲，並使用了自然音階。 一塊約公元前1250年的平板顯示了一種更為發展的記譜形式。 雖然該記譜系統的解釋仍有爭議，但很明顯，記譜是根據琴弦上的名稱進行的，而琴弦的調音在其他平板中有所描述。儘管這些平板是零碎的，但它們代表了世界上發現的最早的書面旋律。

### 古代東亞

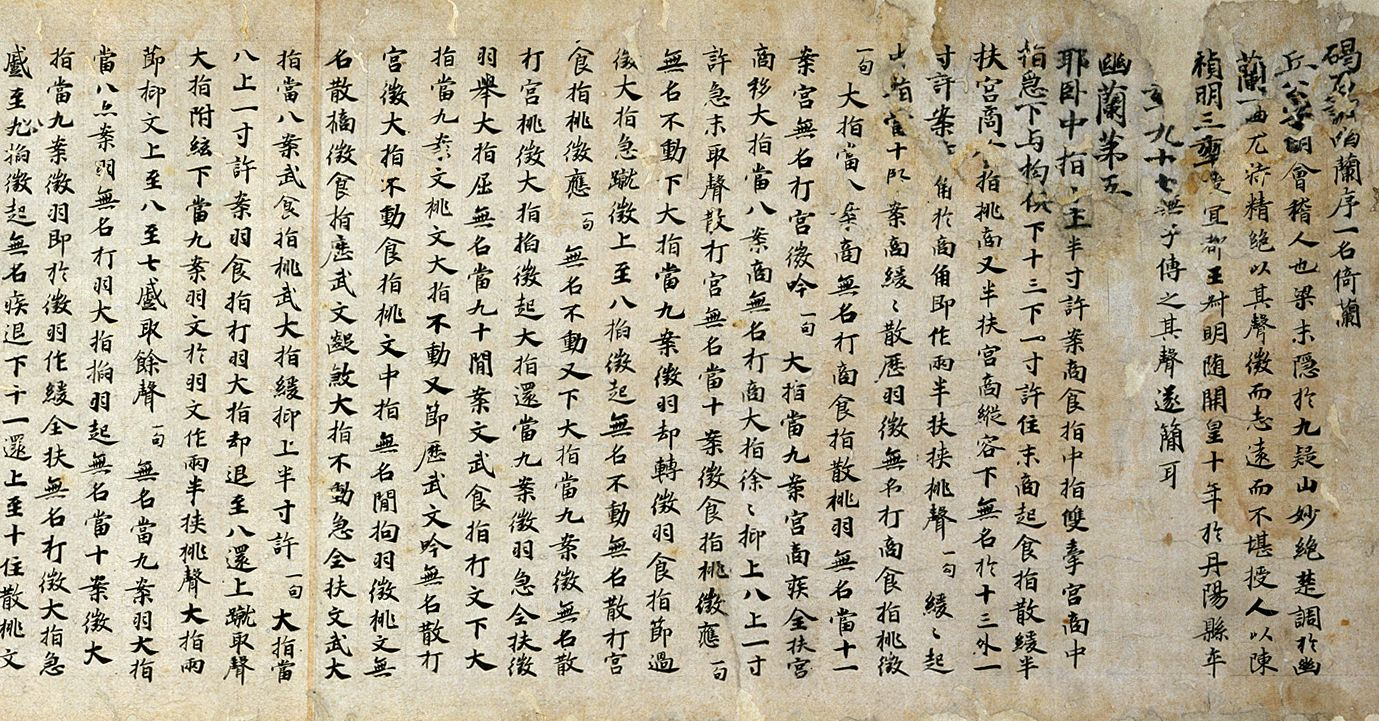
中國現存最早的古琴譜《碣石調·幽蘭》

中國留傳下來最早的樂譜是南北朝時代的古琴譜《碣石調·幽蘭》。早期的樂譜為文字譜，將指法詳細地以文字敍述。後來為了簡化記錄方法，唐朝後期出現了減字譜，記錄指法動作、弦序和徽位。敦煌的莫高窟收藏了不少唐宋以來的樂譜，其中包括不少琵琶樂譜。宋代的姜白石道人歌曲出現了記錄音高的俗字譜，證明當時的宋詞是可以歌唱的。明清兩代的戲曲，包括崑劇、京劇、粵劇以及當時不少器樂曲都應用了工尺譜。潮州音樂有其獨特的二四譜。民國年間，受到西方以及日本的影響，中國的學堂樂歌開始應用簡譜以及五線譜。

### 古希臘

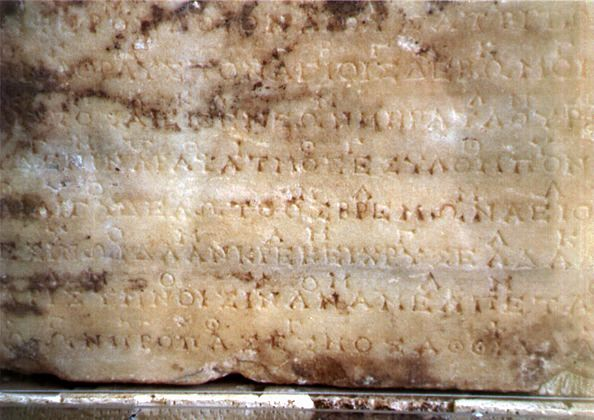
在德爾菲上的原始石碑照片，其中包含兩首獻給阿波羅的《德爾斐聖歌》中的第二首。音樂記號是位於主要的、未間斷的希臘字母行「上方」的一系列偶爾出現的符號。

古希臘音樂記譜法至少從公元前6世紀使用到公元4世紀左右；僅存的一部完整作品是《塞基洛斯的墓志銘》，還有使用此記譜法的一些片段。為歌唱音樂記譜使用字母符號來表示音高，放置在文本音節上方。節奏僅以簡單的方式表示，使用長短符號。《塞基洛斯的墓志銘》的日期有各種說法，介於公元前2世紀至公元2世紀之間。

### 拜占庭帝國

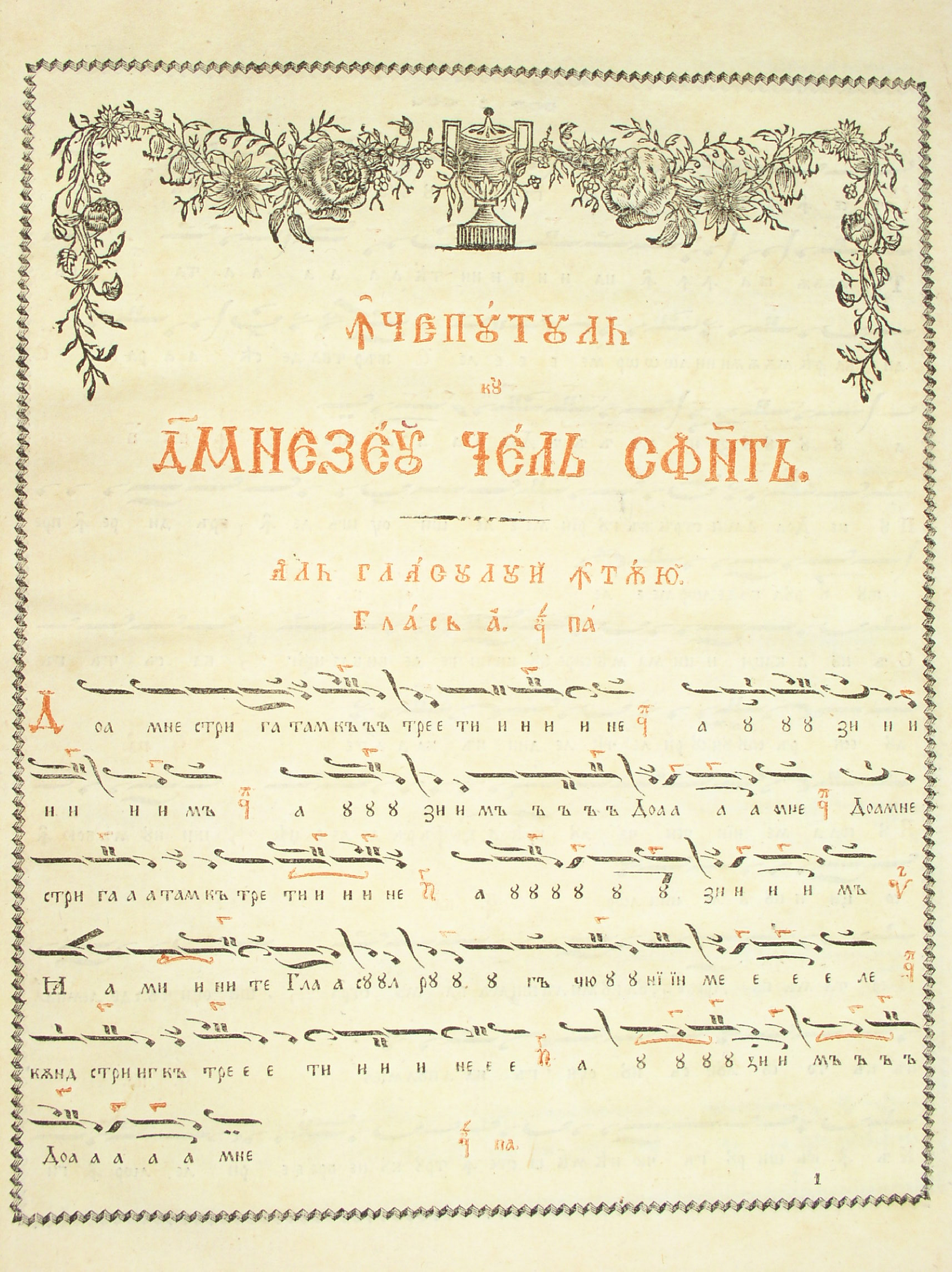
1823年馬卡里耶·耶羅莫納胡爾（Macarie Ieromonahul）《復活詩歌集》第一版中使用了拜占庭音樂符號。該詩歌集包含每日聖歌（包括稱為《復活特羅帕里亞》（apolytikia anastasima）的復活讚美詩），按八調順序，每部分以晚禱詩篇140開始（此處為《第一调》的部分，羅馬尼亞語以西里爾字母轉寫）

拜占庭音樂曾經包括宮廷儀式音樂，但如今僅以各種東正教傳統中的單聲教會音樂形式存留，使用拜占庭圓形記譜法。自6世紀以來，古希臘的理論範疇在理解和傳播拜占庭音樂中起著關鍵作用，尤其是大馬士革的傳統對前伊斯蘭近東的影響可與波斯音樂的影響相媲美。最早的證據是希臘頌歌的紙莎草碎片。這些碎片僅呈現了跟隨模式簽名或調號的讚美詩文本（如""表示"echos plagios protos"，或""表示"echos devteros"）。
與西方記譜法不同，自10世紀以來使用的拜占庭紐姆記譜法總是與模態步驟相關，相對於這樣的調音或模態調號。原本關鍵的調音或普通旋律的開始就足以指示在"echos"中給定的特定旋律模式。除了在經課中用來指示課文課文中使用的公式的"ekphonetic"記譜法外，旋律記譜法直到9到10世紀才發展起來，當時在期待長音樂華彩的地方，特定文本音節下寫了一個「西塔」（θ）、「奧西亞」（/）或「戴普」（//）。

### 13世紀近東
在1252年，薩非·丁·烏爾馬維開發了一種音樂記譜形式，以幾何圖形表示節奏。許多後來的節奏學者都試圖發展圖形幾何記譜法。例如，Kjell Gustafson在1987年發布了一種類似的幾何系統，將節奏表示為二維圖。

### 早期歐洲

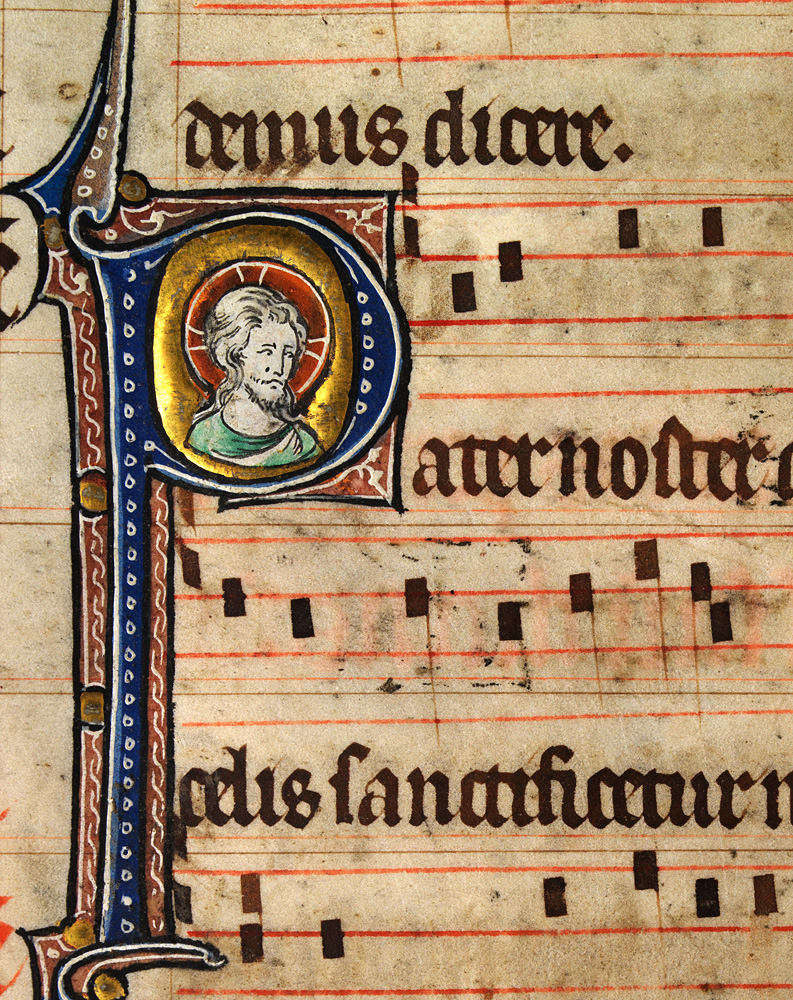
來自14世紀早期英國彌撒經書的音樂符號

音樂學者和理論家聖依西多祿在7世紀早期寫道：「除非聲音被人類記憶所保留，否則它們會消失，因為它們無法被寫下。」然而，到9世紀中期，一種形式的記譜開始在歐洲的修道院中發展，作為《葛利果聖歌》的助記符，使用稱為「紐姆」的符號作為記譜法。最早存留的這種類型的音樂記譜在約850年的《音樂紀律》中。伊比利亞半島在此之前有零星的存留，稱為西哥特記譜法，但其少數存留的片段尚未被解讀。這種記譜法的問題是它僅顯示旋律輪廓，因此無法由不熟悉音樂的人閱讀。

## 現代音樂記譜法

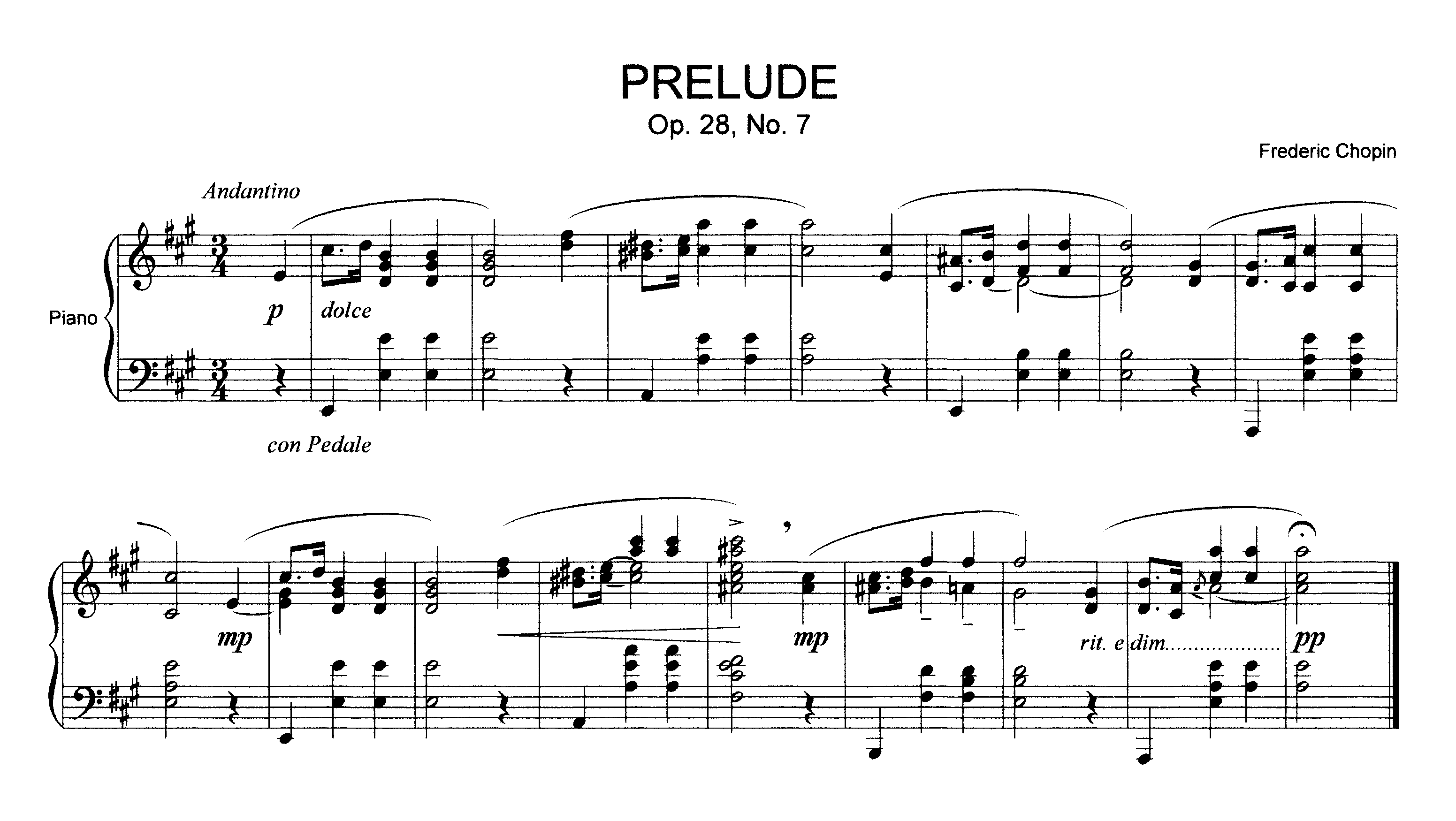
現代音樂符號的例子：蕭邦的《前奏曲》（作品28，第7號）

現代音樂符號被世界各地的不同流派的音樂家所使用。五線譜由5條平行的水平線組成，作為標示音高的框架，通過將橢圓形的音符頭放在譜線上（即穿過譜線）、譜線之間（即空間中）或使用小的附加線（稱為加線）放在譜線之上和之下來標示音高。音符從左到右閱讀，這使得為從右到左的書寫系統設置音樂變得困難。音符的音高由音符頭在五線譜中的垂直位置標示，可以通過臨時記號來修改。音符的持續時間（音符長度或音符時值）由音符頭的形式或加上音符桿和橫線或旗幟來標示。一個沒有音符桿的空心橢圓是全音符或四分音符，一個空心矩形或兩側有一或兩條豎線的空心橢圓是二全音符。一個有音符桿的空心橢圓是二分音符。實心橢圓總是使用音符桿，可以表示四分音符。記譜者可以添加連線或旗子，以表示小的節拍，而像點和附點和連音線這樣的額外符號則表示延長音符的持續時間。
書寫音樂的五線譜通常以譜號開始，指示五線譜的音域。高音譜號或G譜號原本是一個字母G，它標示五線譜上第二條線為中音C之上的G音。低音譜號或F譜號標示第二條線為中音C之下的F音。雖然高音譜號和低音譜號是最常用的，其他標示中音C的譜號也用於某些樂器，如中音譜號（用於中提琴和中音長號）和次中音譜號（用於某些大提琴、巴松管、次中音長號和低音提琴音樂）。某些樂器主要使用一種譜號，如小提琴和長笛使用高音譜號，而低音提琴和大號使用低音譜號。某些樂器，如鋼琴和管風琴，經常使用高音譜號和低音譜號。
在譜號之後是調號，它是一組0到7個升記號（♯）或降記號（♭）放置在五線譜上，以指示樂曲或歌曲的調性，通過指定某些音符在整個樂曲中是升號或降號，除非另有指示加上臨時記號。當在音符前放置降記號（♭）時，音符的音高降低半音。同樣地，升記號（♯）將音高升高半音。例如，D音上的升記號會將其升高到D♯，而降記號會將其降低到D♭。重升記號和重降記號較少見，但它們也被使用。重升記號放置在音符前，使其音高升高兩個半音，重降記號則降低兩個半音。放置在音符前的還原記號將音符恢復到其“自然”形式，這意味著任何來自調號或臨時記號的升號或降號都被取消。有時在技術上不需要的地方使用提醒記號，以提醒音樂家所需的音高。
調號之後是拍號。拍號通常由兩個數字組成，其中最常見之一是
。上面的“4”表示每小節有四拍（也稱為小節）。下面的“4”表示每拍是四分音符。小節將樂曲分成若干拍的組合，拍號指定這些組合。
使用如此頻繁，以至於它也被稱為“常用拍號”，可以用來表示而不是數字。其他常用的拍號有
（每小節三拍，每拍是四分音符）；
（每小節兩拍，每拍是四分音符）；
（每小節六拍，每拍是八分音符）和
（每小節十二拍，每拍是八分音符；實際上，八分音符通常被分成四組，每組三個八分音符。
是一種複合拍號拍號）。還有許多其他拍號，例如
、
、
、
、
等。
許多來自古典時期的短古典音樂作品和傳統音樂及流行音樂的歌曲在樂曲的大部分或全部時間內都使用一種拍號。來自浪漫音樂時期及以後的音樂，特別是當代古典音樂和搖滾音樂類型如前衛搖滾和硬核龐克子類型數學核，可能使用混合拍號；歌曲或樂曲從一種拍號變換到另一種拍號，例如在
和
的小節之間交替。
關於速度（如快板、行板、廣板、活潑、慢板、適中、急板等）、音量（極弱、弱、半弱、半強、強、很強、極強等）的指示出現在五線譜的上方或下方。指示歌曲或樂曲音樂表達或“感覺”的術語出現在樂曲的開頭及任何情緒變化的地方（如“慢進行曲”、“快速搖擺”、“中速藍調”、“激烈”、“莊嚴”、“冷靜”、“愉快”、“激情”、“雄偉”、“敵意”等）。對於聲樂音樂，歌詞寫在旋律音符附近。對於短暫的停頓（呼吸），換氣記號（換氣記號用「'」標示）會被添加。
在合奏音樂中，總譜顯示所有演奏者的音樂，將不同樂器和/或聲部的五線譜垂直堆疊在一起。指揮在指導管弦樂團、音樂會樂隊、合唱團或其他大型合奏時使用總譜。合奏中的個別演奏者演奏來自“樂譜”，其中僅包含個別音樂家的音樂。總譜可以從完整的一套樂譜中構建，反之亦然。當樂譜從總譜手工抄寫時，這個過程是繁瑣且耗時的，但自1980年代以來，隨著製譜軟件的發展，電子存儲的總譜可以由軟件自動準備樂譜，並使用電腦打印機快速且廉價地打印出來。

## 各國的音樂記譜法

### 中國

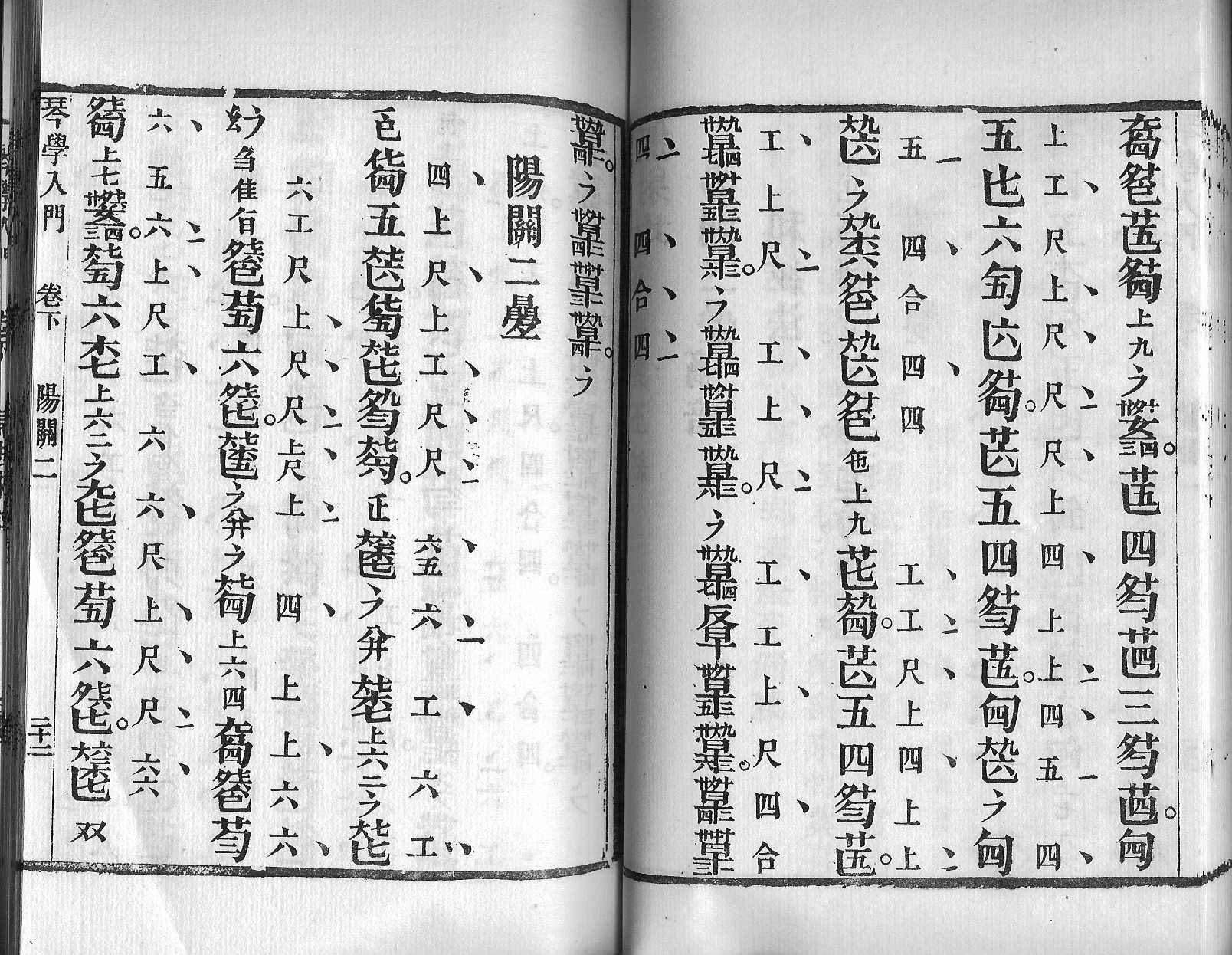
《琴學入門》减字谱旁注工尺谱。

中國最早的與音樂相關的文本例子是在曾侯乙墓（公元前433年）中發現的樂器上的銘文。這些銘文詳細描述了音高、音階和轉調。儘管沒有發現記譜的音樂作品，但這些銘文表明該系統足夠先進，可以進行音樂記譜。宮徵譜使用漢字來表示音階的名稱。

### 日本
日本音樂高度多樣化，因此需要各種記譜系統。例如，日本尺八音樂中滑音和音色往往比明確的音高更重要，而太鼓記譜則側重於獨立的擊打。琉球三線音樂使用工工四，這是一種以漢字表示特定弦上指位的記譜系統。

### 韓國
正簡譜是一種傳統的音樂記譜系統，創建於世宗大王時期，是東亞第一個能夠表示節奏、音高和時間的系統。正簡譜主要針對一種特定的韓國傳統音樂——正樂（정악）。正簡譜通過在名為「正簡」的方格中寫下音高來指定音高。每個正簡代表一拍，可以分成兩拍、三拍或更多來容納半拍、四分之一拍等。此外，還有許多標記用於表示裝飾音等，這些大多是後來由金基秀創造的。

### 印度
《撒摩吠陀》（公元前1200年至公元前1000年）的文本包含已記譜的旋律，這些旋律可能是世界上現存最古老的旋律。音樂記譜通常寫在撒摩吠陀文本的行間上方，有時也寫在文本內部，根據不同的撒摩吠陀學派（Sakha），以音節或數字形式表示。印度學者和音樂理論家平伽拉（公元前200年左右）在他的《韻律經》中使用標記來表示長音和短音，以指示梵文詩歌的節奏。
公元7至8世紀左右，泰米爾納德邦庫杜米亞瑪萊的岩石銘文包含一個早期的音樂記譜範例。這些銘文的獨特特徵被學者們給予了多種無定論的解釋。在印度拉格的記譜中，使用類似首調唱名法的系統，稱為sargam。與西方的首調唱名法類似，印度音樂中的七個基本音符有各自的名稱：Shadja、Rishabha、Gandhara、Madhyama、Panchama、Dhaivata和Nishada，通常縮寫為Sa、Re、Ga、Ma、Pa、Dha、Ni。

### 俄羅斯
贊美歌是俄羅斯東正教教會使用的一種唱詩傳統，使用「鉤子和橫幅」記譜法。這種記譜法稱為stolp記譜法，其中的符號稱為鉤子（kryuki）或橫幅（znamyona）。贊美歌的旋律部分是一個系統，由八個模式（稱為glasy）組成；這些旋律特點是流暢和平衡。贊美歌的記譜法不是用音符（所謂的線性記譜法），而是用特殊符號，稱為標記（znamëna）或鉤子（kryuki），因為這些符號的形狀有些像鉤子。

### 猶太
古代猶太文本中包含一系列分配音樂吟誦符號的標記。這些標記稱為Ta'amim或Trope，有6世紀和7世紀的記錄，被用來為猶太教祈禱和文本分配音樂旋律。這些標記代表一個短的音樂動機。在猶太流散期間，這些旋律有所變化。希伯來吟誦有三個主要系統：巴比倫系統、巴勒斯坦系統和提比利亞系統。

## 樂譜製作程式
常用的五線譜電腦製作程式有MuseScore、Sibelius、Finale、Lilypond、Encore、Overture等等。亦有專門製作吉他樂譜的程式Guitar-pro。簡譜製作有兩種常用的方法，一種是以一般文書處理程式製作，如Microsoft Word，配上簡譜字體，如彩虹簡譜字庫；另一種為專門製作簡譜的程式，如中國開發的作曲大師。

## 腳註
1. ↑  Giorgio Buccellati, "Hurrian Music", associate editor and webmaster Federico A. Buccellati Urkesh website (n.p.: IIMAS, 2003).
2. ↑  Kilmer & Civil (1986)，第[页码请求]頁.
3. ↑  Kilmer (1965)，第[页码请求]頁.
4. ↑  West (1994)，第161頁.
5. ↑  Toussaint (2004)，3.
6. ↑  Isidore of Seville (2006)，第95頁.
7. ↑  Bagley, Robert.  (演讲). Elsley Zeitlyn Lecture on Chinese Archaeology and Culture. British Academy's Autumn 2004 Lecture Programme. London: British Academy. 26 October 2004  [30 May 2010]. （原始内容存档于9 June 2008）.
8. ↑  . The DONG-A ILBO. dongA.com.   [20 September 2016]. （原始内容存档于2017-04-05）.